# Väkt
Väkt är en tidsenhet – en avdelning av natten – i forntida tideräkning, framförallt känd från Bibeln. Medan dagen normalt indelades i tolv timmar, räknade från soluppgång till solnedgång, lät man natten, som inte ansågs tillhöra det egentliga dygnet, bestå av tre (senare fyra) väkter av tämligen godtycklig längd. De benämndes första väkten, mellersta nattväkten och morgonväkten.
På Jesu tid tillkom efter romerskt mönster den fjärde nattväkten, som varade mellan ungefär klockan 03.00 och klockan 06.00.